# Секерчина (Тарновський повіт)
Секерчина (пол. Siekierczyna) — село в Польщі, у гміні Ценжковиці Тарновського повіту Малопольського воєводства.
Населення — 618 осіб (2011).
У 1975-1998 роках село належало до Тарновського воєводства.

## Демографія
Демографічна структура станом на 31 березня 2011 року:
|          | Загалом | Допрацездатний вік | Працездатний вік | Постпрацездатний вік |
| -------- | ------- | ------------------ | ---------------- | -------------------- |
| Чоловіки | 325     | 73                 | 216              | 36                   |
| Жінки    | 293     | 72                 | 161              | 60                   |
| Разом    | 618     | 145                | 377              | 96                   |